# Keno
Keno is een loterijspel, dat oorspronkelijk in het Chinees Keizerrijk werd gespeeld. Het zou ontstaan zijn tijdens de Han-dynastie rond 200 v.Chr. Chinese gastarbeiders brachten het spel naar het Amerikaanse westen in de negentiende eeuw, waar het snel populair werd als een bingo- en casinospel. Vanuit Amerika verspreidde het spel zich naar andere landen. Tegenwoordig wordt het ook door online-casino's aangeboden en door officiële loterijen zoals de Nationale Loterij van België.
Overigens is "keno" geen Chinees of Oosters woord maar een fantasiewoord.

## Het spel
Keno is een trekkingsspel. Van meestal 70 of 80 ballen worden 20 ballen getrokken. De speler speelt naar keuze 2 tot 10 nummers per rooster. Er bestaan bij keno geen volsystemen. De bedragen van de uitbetalingen zijn niet variabel maar vastgelegd. Een groot verschil met lotto is dat er wel prijzen kunnen zijn als men geen getal juist heeft. Om dit te begrijpen heeft men uitgebreide kansrekening, kosten en uitbetalingen van prijzen nodig!

## België
In België wordt Keno sedert 1995 georganiseerd door de Nationale Loterij. Aanvankelijk werden 20 van 70 ballen getrokken. In 2008 werd de formule aangepast, om het spel aantrekkelijker te maken; de omzet bleek de voorgaande jaren aanzienlijk gedaald te zijn. Het aantal nummers werd naar 70 gebracht. De invoering van de nieuwe Keno-formule ging gepaard met een reclamecampagne met afbeeldingen die geïnspireerd waren op de Kamasoetra.

## Nederland
Keno heet in Nederland Lucky Day en wordt georganiseerd door de Stichting de Nationale Sporttotalisator. Er wordt gespeeld met 80 nummers. De minimuminzet is 1,50 euro. Er is elke dag een trekking behalve op de feestdagen. Lucky Day wordt sinds januari 2009 gespeeld; daarvoor heette het spel Lucky Ten. Tussen september 2006 en januari 2009 werd het evenwel niet gespeeld; toen werd het vervangen door de dagelijkse Lotto.